# Фокер F.XIV
Фокер F.XIV / Fokker F.XIV је холандски једномоторни, путничко/транспортни, висококрилaц авион, мешовите класичне конструкције који се користио као путнички / транспортни авион између два рата.

## Пројектовање и развој
Негде у исто време обе Фокерове филијале су почеле рад на пројектовању првог транспортног (карго) авиона. Замишљено је да то буде једномоторни авион класичне Фокерове конструкције: труп решеткаста челична конструкција, облога од платна, крило дрвене конструкције облога дрвена лепенка а стајни трап фиксан. Америчка филијала је авион крстила као  Fokker F-14 a холандска филијала је авион назвала Fokker F.XIV. На крају посла, испало је да су то сасвим два различита авиона.
Фокер F.XIV је био моноплан висококрилац. Једноделно, самоносеће крило је конструктивно учвршћено класичном Фокер дрвеном конструкцијом и обложено шперплочом. Дебели профил је одговарао типу који је Фокер користио у својим комерцијалним авионима у то време. Авион је првобитно био намењен превозу терета (карго авион). Непотпуно завршен авион је први пут полетео 22. фебруара 1929. године

## Технички опис
Труп авиона Фокер F.XIV-3mF.XIV је био правоугаоног попречног пресека.  Носећа структура трупа авиона је била направљена као решеткаста заварена конструкција направљена од танкозидих челичних цеви високе чврстоће а облога трупа је била делимично од дуралуминијумског лима и импрегнираног платна (кљун авиона је био обложен лимом а путничка кабина и реп су били обложени импрегнираним платном). Улаз у авион са степеништем се налазио на левој бочној страни трупа авиона. Кокпит пилота је био смештени у затвореној кабини, која се налазила у кљуну трупа авиона, до кога се стизало пролазима кроз путничку кабину /теретни простор.  Планирано је да тај простор буде простран тако да се у њега без проблема могла сместити комплетна посада и путници са пртљагом. Правећи карго верзију авиона конструктор је направио теретни простор  дугачак 5 метара, широк 1,80 метара и висок 1,50 метара (13,5 кубних метара). За утовар и истовар терета користила су се повећана врата са обе стране трупа авиона. Стабилност авиона је повећана побољшањем хоризонталних и вертикалног стабилизатора.  Након извршених модификација на авиону, извршен је још један пробни лет 8. марта 1929. године.
Погонска група авион Фокер F.XIV је био опремљен радијалним ваздухом хлађеним мотором Gnome-Rhone Jupiter VI снаге 330  (450 ) и двокраком металном елисом. Овај поуздан мотор се у Европи користио све до 1936. године. Када је карго авион  Фокер F.XIV прерађен у путнички авион Фокер F.XIV-3m био је опремљен са три радијална ваздухом хлађена мотора Lorraine Algol 9Na снаге 280 kW (370 KS), трокраким металним елисама и NACA прстеном.
Крило је било једноделно, самоносеће, дебелог профила. Конструкција крила је била од дрвета са две решеткасте дрвене рамењаче, а облоге делом од дрвене лепенке (шпер плоче) а делом од импрегнираног платна. За чврсте рамењаче су везивани остали елементи авионске конструкције као што су стајни трап и крилни мотори. Покретни делови крила су такође имали конструкцију од дрвета док им је облога била од импрегнираног платна. Геометријски посматрано, половина крила је имала облик једнакокраког трапеза, са заобљеним крајем. Осна линија крила је била управна на осу трупа авиона. С обзиром на дебљину профила крило је имало простране крилне шупљине, тако да су у њега без проблема могли да стану резервоари за гориво. Главни резервоари за гориво су се налазили у делу крила изнад трупа авиона. Кроз крило су пролазили сви потребни уређаји и инсталације. На крајевима крила су се налазила навигациона светла.
Репне површине су класичне и састоје се од вертикалног и два хоризонтална стабилизатора, кормила правца и висине. Сви елементи су имали конструкцију од челичних цеви а облогу од импрегнитаног платна. Хоризонтални стабилизатори су упорницама са доње стране били ослоњени на труп авиона а са горње стране су били затезачима причвршћени за вертикални стабилизатор и на тај начин додатно укрућени.
Стајни трап је био класичан фиксан са великим предњим точковима. Састојао се од троугласте виљушке причвршћене за труп авиона и вертикални носач у коме је био уграђен уљани амортизер а ослањао се на предњу рамењачу крила. Размак између точкова је био доста велики а и концентрација маса се налазила унутар размака па је стабилност при слетању и полетању овог авиона била задовољавајућа. На крају репа авиона налазила се еластична дрљача као трећа ослона тачка авиона.  

## Верзије
- F.XIV - карго авион са једним мотором Gnome-Rhone Jupiter VI снаге 330  (450 ) и двокраком елисом.
- F.XIV-3m - путничко/теретни модел са 3 мотора Lorraine Algol 9Na снаге 280 kW (370 KS) и трокраким елисама.

## Техничке карактеристике Фокер F.XIV-3m[4]

#### Главне карактеристике
- Посада: 2 пилота
- Носивост: 1.240 kg (само за карго верзију)
- Дужина: 15,1
- Распон крила: 20,9
- Површина крила : 62 m²
- Тежина празног: 3.100
- Полетна маса: 5.500
- Мотор:  3 х Lorraine Algol 9Na снаге сваки 280 kW (370 KS), ваздушно хлађен 9-то цилиндрични мотор,

#### Перформансе
- Максимална брзина : 234
- Брзина крстарења  : 197
- Долет: 1.180
- Плафон: 3.700

## Земље које су користиле авион Фокер
- Холандија

## Оперативно коришћење
Након завршеног фабричког тестирања авиона F.XIV Фокер је понудио KLM-у авион на тестирање. Они нису имали никаквих примедби на техничку страну авиона али га нису купили пошто је превоз роба авионом нагло опао јер је наступила велика светска криза 1929. године. Фокер је исти авион прерадио у путноички авион F.XIV-3m, уградивши 3 мотора Lorraine Algol 9Na, отворивши прозоре и од товарног простора направио путничку кабину. Авион нису нудили само KLM-у него и другим авио компанијама, које због кризе нису биле у стању да купе авион. На крају авион је купио власник једног ресторана у близини аеродрома, паркирао га у дворишту ресторана на задовољство и радост гостију ресторана. Авион су уништили Немци при окупацији Холандије 1940. године. 